# 23e corps d'armée (France)
Pour les articles homonymes, voir 23e corps d'armée.
Le 23e corps d'armée est un corps d'armée de l'Armée de terre de l'Armée française.

En décembre 1870, il est mis sur pied par le général Faidherbe, à partir du 22e corps d'armée (4 divisions), créant ainsi l'Armée du Nord. Il est recréé ensuite au début de la Seconde Guerre mondiale.

## Créations et différentes dénominations
- 1870 : 23e Corps d'Armée
- 1871? : dissolution
- 1939 : recréé
- 1940 : dissolution
- 1962 : recréé
- 1963 : dissous

## Les chefs du23ecorpsd'armée
- 1870 :  Général Christian Paulze d'Ivoy
- 1939 - 1940 :  Général Touchon
- 1940 : Général de division Germain

## Guerre de 1870-1871

### Composition
- 1re division : Contre-amiral Moulac, puis Capitaine de vaisseau Payen
  - 1re Brigade :
    - 10e bataillon de chasseurs de marche
    - Régiment de fusiliers marins
    - Mobiles du Nord

  - 2e Brigade :
    - 24e bataillon de chasseurs de marche
    - 72e régiment d'infanterie de marche
    - Mobiles du Nord

  - Artillerie :
    - Trois batteries de 4

  - Génie :
    - une compagnie

- 2e division (mobilisés du Nord): Général de division Robin (auxiliaire)
  - 1re Brigade :
    - 7 bataillons

  - 2e Brigade :
    - 8 bataillons

  - Cavalerie :
    - Un demi-escadron des éclaireurs du Nord

### Artillerie
- Trois batteries de montagne de la mobile

## Seconde Guerre mondiale

### Ordre de bataille
- 19e groupe de reconnaissance de corps d'armée
- 623e régiment de pionniers coloniaux
- 123e régiment d'artillerie lourde tractée

## Alger 1962
En juillet 1962, le corps d'armée d'Alger (9e DI, 20e DI, 27e DIA et groupement autonome d'Alger) devient le 23e corps d'armée, qui est dissous le 1er janvier 1963 et forme la 20e division.

## Sources et bibliographie
- Commandant Rousset, Histoire générale de la guerre franco-allemande (1870-1871), Paris, Librairie Illustrée, six tomes (BNF 34083256).
- Service historique de l'Armée, Les grandes unités françaises : historiques succincts (GUF), vol. 1, Imprimerie nationale, 1967 (lire en ligne).